# Rumelange
Rumelange é uma comuna de Luxemburgo com status de cidade, pertencente ao distrito de Luxemburgo e ao cantão de Esch-sur-Alzette.

## Demografia
Dados do censo de 15 de fevereiro de 2001:
- população total: 4.309
  - homens: 2.081
  - mulheres: 2.228

- densidade: 630,89 hab./km²
- distribuição por nacionalidade:

| Nacionalidade  | População | %      |
| -------------- | --------- | ------ |
| luxemburgueses | 2.926     | 67,90% |
| estrangeiros   | 1.383     | 32,10% |
| - portugueses  | 601       | 13,95% |
| - franceses    | 167       | 3,88%  |
| - italianos    | 167       | 3,88%  |
| - belgas       | 32        | 0,74%  |
| - alemães      | 48        | 1,11%  |
| - iuguslavos   | 268       | 6,22%  |
| - outros       | 100       | 2,32%  |

- Crescimento populacional:

| Ano        | População |
| ---------- | --------- |
| 15/02/2001 | 4.309     |
| 01/01/2002 | 4.351     |
| 01/01/2003 | 4.378     |
| 01/01/2004 | 4.450     |
| 01/01/2005 | 4.495     |